# ケヴィン・モリノ
ケヴィン・モリノ（Kevin Molino 、1990年6月17日 - ）は、トリニダード・トバゴのプロサッカー選手。トリニダード・トバゴ代表。コロンバス・クルー所属。ポジションはMF（OMF）。

## 経歴

### クラブ
2011年3月18日、USLのオーランド・シティSC（現MLSに所属しているオーランド・シティSCの前身）に加入。
2012年10月、ヨーロッパに渡りPSVアイントホーフェンとSVズルテ・ワレヘムのトライアルに参加したが、いずれも契約には至らなかった。
2014年シーズンはUSLプロリーグでリーグ新記録となる20得点を達成、得点王とMVPをダブル受賞した。
2017年1月26日、65万ドルの金銭トレードで恩師のエイドリアン・ヒース監督率いるミネソタ・ユナイテッドFCに移籍。

### 代表歴
カリビアンカップ2010のガイアナ戦でフル代表デビュー。

## 人物
2015年2月にグリーンカードを取得。このためMLSでは国内選手扱いとなっている。

## タイトル

### クラブ
オーランド・シティ
- USLプロカップ: (2) 2011, 2013]
- コミッショナーズカップ: (3) 2011, 2012, 2014

### 個人
- USLプロ MVP: (2) 2012[5], 2014[6]

- カリビアンカップ得点王: 2014[7]

## 代表戦でのゴール
| No. | 開催日         | 開催地                 | 対戦国                           | 得点 | 結果 | 試合概要                        |
| --- | -------------- | ---------------------- | -------------------------------- | ---- | ---- | ------------------------------- |
| 1.  | 2011年10月7日  | ハミルトン             | バミューダ諸島                   | 1–2  | 1–2  | 2014 FIFAワールドカップ予選     |
| 2.  | 2012年1月22日  | ポート・オブ・スペイン | フィンランド                     | 2–1  | 2–3  | 親善試合                        |
| 3.  | 2012年12月11日 | セントジョンズ         | ドミニカ共和国                   | 2–1  | 2–1  | カリビアンカップ2012            |
| 4.  | 2013年7月15日  | ヒューストン           | ホンジュラス                     | 2–0  | 2–0  | 2013 CONCACAFゴールドカップ     |
| 5.  | 2013年9月5日   | リヤド                 | アラブ首長国連邦                 | 3–3  | 3–3  | 2013 OSNカップ                  |
| 6.  | 2014年10月8日  | クヴァ                 | ドミニカ共和国                   | 1–0  | 6–1  | カリビアンカップ2014予選        |
| 7.  | 2014年10月8日  | クヴァ                 | ドミニカ共和国                   | 2–0  | 6–1  | カリビアンカップ2014予選        |
| 8.  | 2014年10月8日  | クヴァ                 | ドミニカ共和国                   | 3–0  | 6–1  | カリビアンカップ2014予選        |
| 9.  | 2014年10月12日 | クヴァ                 | アンティグア・バーブーダ         | 1–0  | 1–0  | カリビアンカップ2014予選        |
| 10. | 2014年11月11日 | モンテゴ・ベイ         | キュラソー                       | 3–2  | 3–2  | カリビアンカップ2014            |
| 11. | 2014年11月13日 | モンテゴ・ベイ         | フランス領ギアナ                 | 1–0  | 4–2  | カリビアンカップ2014            |
| 12. | 2014年11月13日 | モンテゴ・ベイ         | フランス領ギアナ                 | 2–0  | 4–2  | カリビアンカップ2014            |
| 13. | 2016年3月29日  | ポート・オブ・スペイン | セントビンセント・グレナディーン | 4–0  | 6–0  | 2018 FIFAワールドカップ予選     |
| 14. | 2016年10月5日  | クヴァ                 | ドミニカ共和国                   | 1–0  | 4–0  | カリビアンアップ2017予選        |
| 15. | 2016年10月5日  | クヴァ                 | ドミニカ共和国                   | 2–0  | 4–0  | カリビアンアップ2017予選        |
| 16. | 2016年10月5日  | クヴァ                 | ドミニカ共和国                   | 4–0  | 4–0  | カリビアンアップ2017予選        |
| 17. | 2017年3月24日  | ポート・オブ・スペイン | パナマ                           | 1–0  | 1–0  | 2018 FIFAワールドカップ予選     |
| 18. | 2017年6月12日  | サンホセ               | コスタリカ                       | 1–1  | 1–2  | 2018 FIFAワールドカップ予選     |
| 19. | 2017年11月11日 | クヴァ                 | グレナダ                         | 2–2  | 2–2  | 親善試合                        |
| 20. | 2019年6月26日  | カンザスシティ         | ガイアナ                         | 1–1  | 1–1  | 2019 CONCACAFゴールドカップ     |
| 21. | 2019年9月9日   | ポート・オブ・スペイン | マルティニーク                   | 1–0  | 2–2  | CONCACAFネーションズリーグ      |
| 22. | 2021年7月2日   | フォートローダーデール | モントセラト                     | 1–0  | 6–1  | 2021 CONCACAFゴールドカップ予選 |
| 23. | 2021年7月6日   | フォートローダーデール | フランス領ギアナ                 | 1–0  | 1–1  | 2021 CONCACAFゴールドカップ予選 |